# Lago di Lomellina
Il lago di Lomellina è un lago artificiale situato in provincia di Alessandria.

## Descrizione

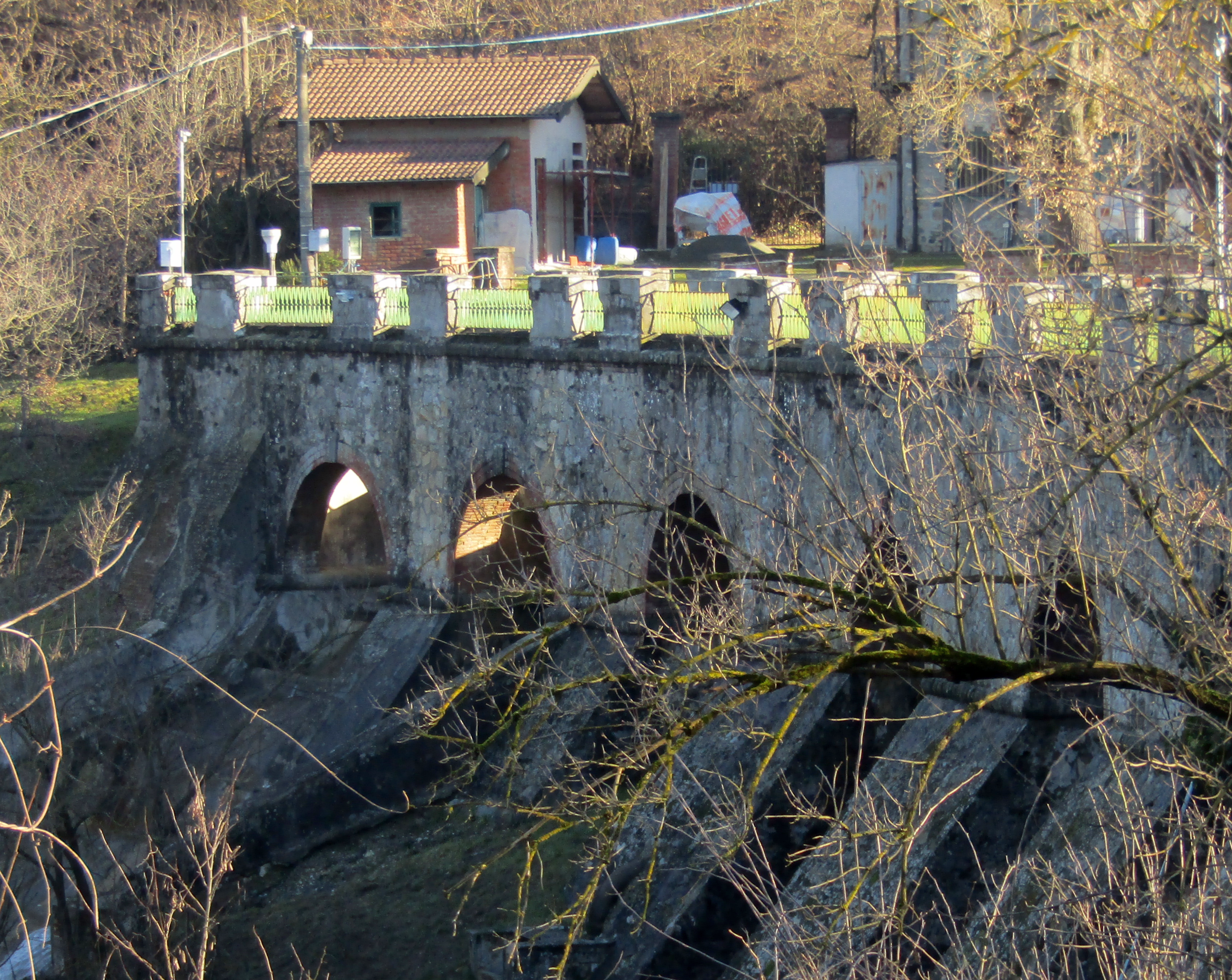
La diga: paramento a valle

Il piccolo invaso si trova nel territorio comunale di Gavi, a breve distanza dal confine con Novi Ligure, tra gli ultimi rilievi collinari collegati all'Appennino ligure. La diga è alta circa 20 m; si tratta di una diga a gravità della tipologia a speroni pieni.  Il bacino è alimentato da vari rii che drenano i pendii delle colline circostanti, mentre il suo emissario è il Gavalusso (anche chiamato torrente Chiavaluzzo), affluente del Riasco.

## Storia

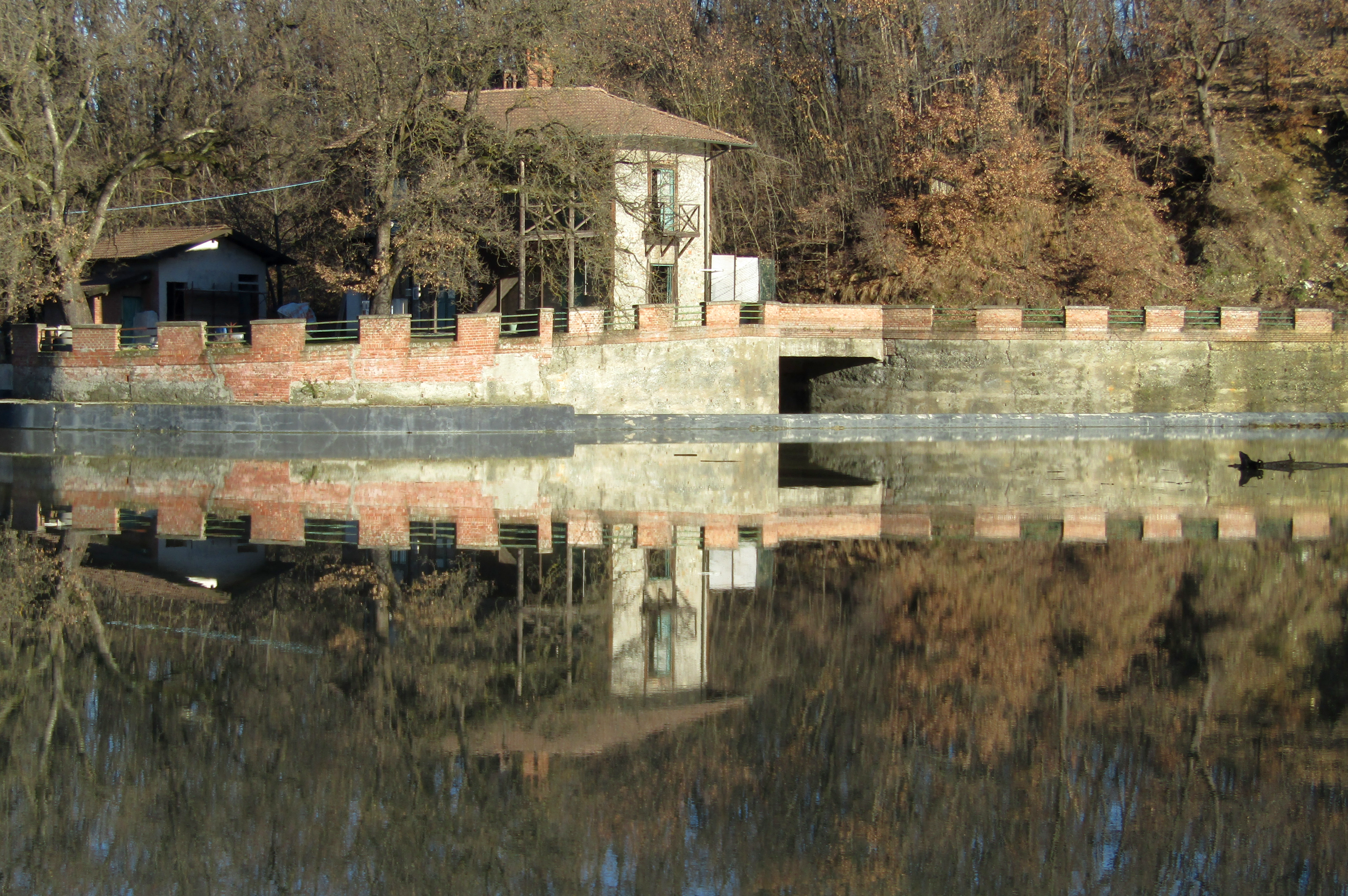
Scarico di superficie

La diga venne realizzata a scopo irriguo alla fine del XIX secolo.  I lavori di costruzione furono completati nel 1910 con la sua sopraelevazione e l'aggiunta di speroni addossati al paramento di valle.  Nel 2012 lo sbarramento è stato sottoposto a lavori di riabilitazione per garantire una corretta impermeabilizzazione del paramento a monte ed aumentarne la capacità di scarico. Nel 2014 il torrente Gavalusso è esondato, spazzando via il ponte sulla SP 158 della Lomellina che collega Novi Ligure con Gavi. I lavori di rifacimento si sono protratti per alcuni anni e sono terminati nel 2017.